# Stefan Janzen (brise-glace)
Le Stephan Jantzen est un ancien brise-glace allemand, construit en 1967 par le chantier naval de l'Amirauté à Leningrad, en Union soviétique. Après sa mise hors service en 2005, le navire est passé par les mains d’un certain nombre de propriétaires avant de devenir un navire musée à Rostock, son ancien port d'attache.

## Description
Au milieu des années 1950, l’Union soviétique a commencé à développer un nouveau modèle de brise-glace à propulsion Diesel-électrique, basé sur l’ancien brise-glace à vapeur Eisbärconstruit en 1942, pour répondre aux besoins des opérateurs civils et militaires. Construits dans diverses configurations jusqu’au début des années 1980, les brise-glaces du Projet 97 et leurs dérivés sont devenus la plus grande et la plus longue classe de brise-glaces construits dans le monde. La sous-classe d’un seul navire Project 97E, un brise-glace construit pour l’Allemagne de l’Est, était pratiquement identique aux brise-glaces non armés construits pour le ministère de la Flotte maritime de l’Union soviétique, à l’exception d’un équipage nettement plus petit de 17 personnes travaillant avec une rotation de deux semaines.
Le Stephan Jantzen mesure 67,64 mètres de long, il a une largeur de 18,28 mètres et un tirant d'eau maximal de 5,64 mètres. Le groupe motopropulseur Diesel-électrique du navire se compose de trois moteurs Diesel 10 cylindres 13D100 à pistons opposés à deux temps de 1800 ch (1300 kW) couplés à des générateurs électriques à courant continu à double armature. Ils alimentaient des moteurs électriques de propulsion de 2500 ch (1900 kW) entraînant deux hélices à pas fixe de 3,5 mètres de diamètre à l’arrière, et un troisième moteur d’une puissance nominale de 1600 ch (1200 kW) entraînant une hélice de 2,7 mètres à l’avant. La force de traction de 60 tonnes (590 kN) du navire permettait de remorquer un pétrolier de 200 000 tonnes à une vitesse de 3 nœuds (5,6 km/h) et de briser de 70 à 75 centimètres d’épaisseur de glace recouverte de neige à une vitesse très lente, mais continue.

## Historique

### 1967-2005

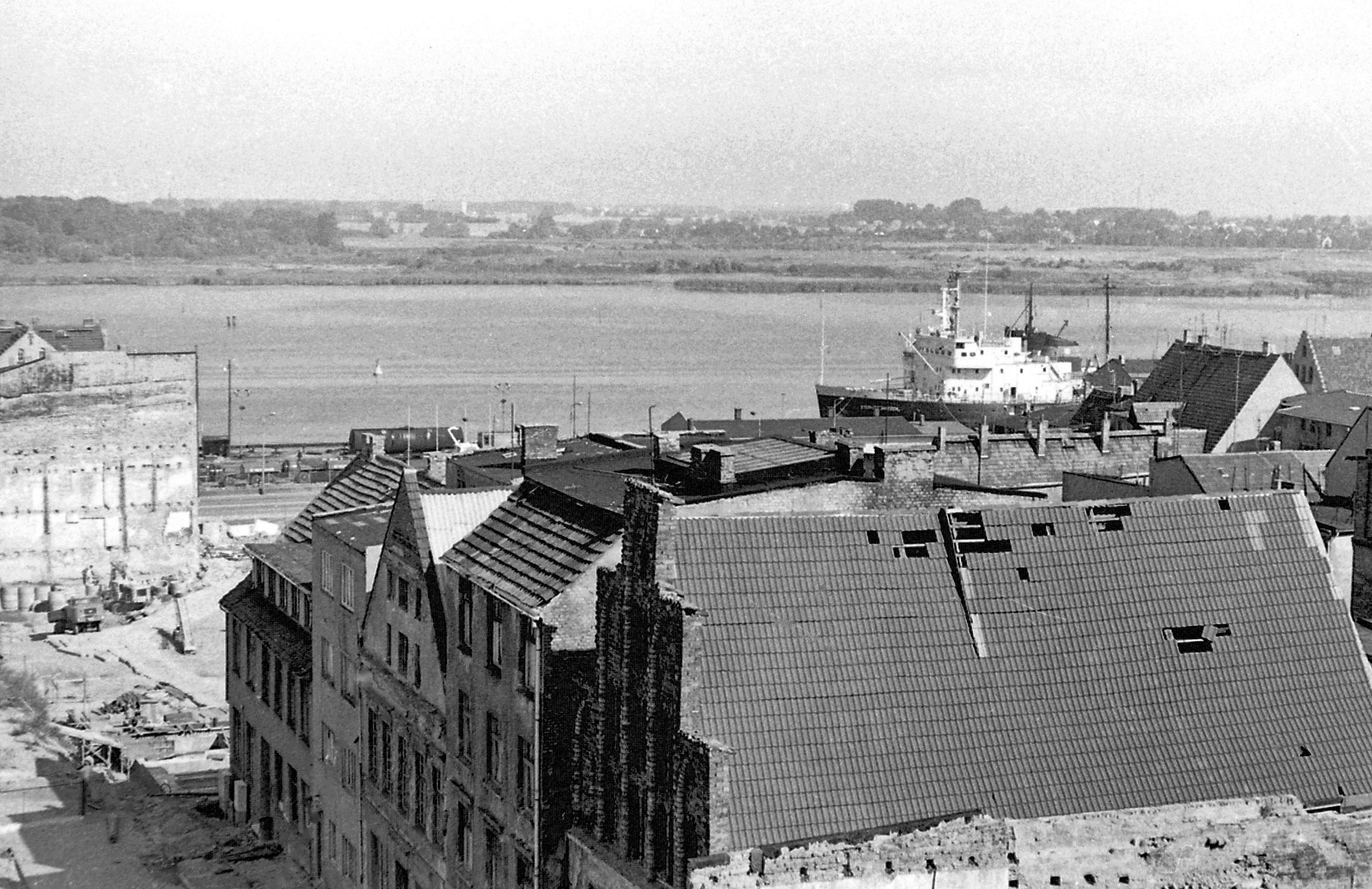
Le Stephan Jantzen à Rostock en 1980

Le Stephan Jantzen a été mis sur cale au chantier naval de l'Amirauté à Leningrad le 15 septembre 1966, lancé le 30 décembre 1966 et livré le 30 novembre 1967. Le navire a été nommé en l’honneur de Stephan Jakob Heinrich Jantzen (1827-1913), un célèbre capitaine allemand, pilote de port et premier commandant de la station du service maritime allemand de recherche et de sauvetage à Warnemünde.
Le Stephan Jantzen a été exploité par la compagnie maritime d’État Bagger-, Bugsier- und Bergungsreederei Rostock (BBB) jusqu’à la réunification allemande en 1990 puis Wasser- und Schifffahrtsamt Stralsund jusqu’à la mise hors service du navire. Bien qu’il ait été construit comme brise-glace, le Stephan Jantzen a été régulièrement utilisé pour toutes sortes d’opérations de sauvetage et de remorquage. En avril-mai 1976, il remorqua le pétrolier Metula, d’une capacité de 210 000 tonnes de pétrole brut, de Brunsbüttel à Santander en Espagne pour y être démoli,.
Après avoir gagné le surnom de « Cochon de fer » (en allemand : Eisenschwein) au cours de ses 38 années de service, le Stephan Jantzen a été remplacé en 2005 par le brise-glace polyvalent Arkona,.

### 2005-2018
Après sa mise hors service, le nom du navire a été raccourci en Stephan et l’État allemand a mis le brise-glace en vente lors d’une vente aux enchères en ligne par l’intermédiaire de l’agence fédérale de vente et de marketing de l’élimination (VEBEG). L’offre gagnante de 430000 euros a été soumise par Beta Mar Limited, une compagnie maritime enregistrée en Grèce, mais l’acheteur n’a jamais récupéré le navire et a renoncé à l’acompte de 40 000 euros.
En 2006, le brise-glace a été acquis par l’homme d’affaires Paolo Zampolli, basé à New York, qui l’a acheté avec l’intention de le reconstruire en un yacht de luxe pour des croisières vers l’Arctique et l’Antarctique. Bien que le navire ait apparemment été immatriculé à Saint-Vincent-et-les-Grenadines, les documents officiels indiquent qu’il a plutôt été immatriculé au Panama sous le nom de King Ice,. Le brise-glace est resté amarré à Stralsund, le propriétaire n’ayant apparemment pas été en mesure de trouver un chantier naval approprié pour effectuer les travaux de conversion. Le nom du navire a été changé en 2008 pour revenir au nom d’origine,. En février 2009, un courtier en yachts basé en Floride a proposé le Stephan Jantzen à la vente pour 3,5 millions de dollars (2,8 millions d’euros).
En juillet 2009, le Stephan Jantzen a été expulsé de Stralsund où il bloquait un poste d’amarrage et remorqué jusqu’à Rostock. L’armateur a conclu un accord avec une association à but non lucratif nouvellement créée, Interessengemeinschaft Eisbrecher Stephan Jantzen (« groupe d’intérêt brise-glace Stephan Jantzen »), pour l’entretien du navire et l’organisation de visites guidées.
En juillet 2012, Zampolli a donné à l’association un préavis d’une semaine pour quitter le Stephan Jantzen car le brise-glace devait quitter Rostock pour être converti en navire de recherche. Le navire aurait ensuite été vendu à Kai Günther Lehmann qui l’a immatriculé comme yacht devant le tribunal de district de Ratisbonne sous le nom de König Ludwig II Von Bayern. Cependant, le changement de propriétaire a été contesté et le tribunal de district de Heidelberg a statué en faveur de Zampolli en 2015,.
En mai 2016, le tribunal de district de Rostock a saisi le Stephan Jantzen en raison de frais d’amarrage et de sécurité impayés. Au fil des ans, le brise-glace a souffert du vandalisme et du manque d’entretien, et l’association à but non lucratif qui avait précédemment entretenu le navire (aujourd’hui rebaptisée Technische Flotte Rostock, « La Flotte Technique de Rostock ») a gardé le navire, d’abord sur une base bénévole et plus tard sous contrat avec la ville de Rostock.
En 2018, la ville de Rostock a acquis le navire pour 25000 euros lors d’une vente aux enchères. Une offre supérieure soumise au nom de Zampolli n’a pas été retenue,.

### À partir de 2018
Après avoir acquis le Stephan Jantzen, la ville de Rostock a confié le brise-glace à l’association à but non lucratif Technische Flotte Rostock, qui l’a ouvert au public en juin 2018 en tant que navire-musée après un nettoyage approfondi, et continue à restaurer le navire depuis,.

## Further reading
- (ru) Nikita Anatolyevich Kuznetsov, « От «Добрыни Никитича» до «Отто Шмидта»: Ледоколы проекта 97 и их модификации », Морская коллекция, Moscou, Моделист-конструктор, vol. 8, no 119,‎ 2009 (lire en ligne).